# بخش پداپالی
بخش پداپالی (به انگلیسی: Peddapalli district) یک منطقهٔ مسکونی در هند است که در تلانگانا واقع شده‌است. بخش پداپالی ۴٬۶۱۴٫۷۴ کیلومتر مربع مساحت و ۷۹۵٬۳۳۲ نفر جمعیت دارد.